# Zinder
Zinder – miasto w południowym Nigrze, ośrodek administracyjny regionu Zinder, na transsaharyjskim szlaku z Algierii do Nigerii. Ludność: 261 tys. mieszkańców (2013). Drugie pod względem liczby ludności miasto kraju. W mieście znajduje się port lotniczy Zinder. W mieście rozwinął się przemysł spożywczy, bawełniany oraz skórzany.